# Lista de deputados estaduais de Mato Grosso da 14.ª legislatura
Essa é uma lista de deputados estaduais do Mato Grosso eleitos para o período 1999-2003.

## Composição das bancadas
| Partido | Líder               | Bancada | Posição  |
| ------- | ------------------- | ------- | -------- |
| PSDB    | Carlos Brito        | 6 / 24  | Governo  |
| PFL     | Moacir Pires        | 5 / 24  | Oposição |
| PMDB    | Wilson Dentinho     | 4 / 24  | Governo  |
| PT      | Serys Slhessarenko  | 2 / 24  | Oposição |
| PTB     | Silval Barbosa      | 2 / 24  | Oposição |
| PL      | J. Barreto          | 2 / 24  | Oposição |
| PSB     | Eliene Lima         | 1 / 24  | Governo  |
| PPS     | Jair Mariano        | 1 / 24  | Oposição |
| PPB     | José Carlos Freitas | 1 / 24  | Oposição |

## Deputados estaduais
| Número | Deputados estaduais eleitos | Partido | Votação | Percentual | Cidade onde nasceu    | Unidade federativa |
| 45100  | José Riva                   | PSDB    | 29.777  | 3,36%      | Guaçuí                | Espírito Santo     |
| 13222  | Serys Slhessarenko          | PT      | 22.694  | 2,56%      | Cruz Alta             | Rio Grande do Sul  |
| 45678  | Carlos Brito                | PSDB    | 20.556  | 2,32%      | Recreio               | Minas Gerais       |
| 45200  | Renê Barbour                | PSDB    | 18.778  | 2,12%      | Jales                 | São Paulo          |
| 25123  | Moacir Pires                | PFL     | 18.077  | 2,04%      | Uberlândia            | Minas Gerais       |
| 25151  | Romoaldo Boraczynski Jr     | PFL     | 17.959  | 2,02%      | Paranavaí             | Paraná             |
| 45000  | Chico Daltro                | PSDB    | 17.553  | 1,98%      | Cuiabá                | Mato Grosso        |
| 40140  | Eliene Lima                 | PSB     | 17.259  | 1,94%      | Tiros                 | Minas Gerais       |
| 25150  | Humberto Bosaipo            | PFL     | 16.903  | 1,90%      | Goiânia               | Goiás              |
| 25240  | Benedito Pinto              | PFL     | 15.511  | 1,75%      | Várzea Grande         | Mato Grosso        |
| 14140  | Silval Barbosa              | PTB     | 14.034  | 1,58%      | Borrazópolis          | Paraná             |
| 14111  | Joaquim Sucena              | PTB     | 14.027  | 1,58%      | São José do Rio Preto | São Paulo          |
| 25225  | Emanuel Pinheiro            | PFL     | 13.588  | 1,53%      | Cuiabá                | Mato Grosso        |
| 22123  | Hermínio J. Barreto         | PL      | 13.319  | 1,50%      | Campo Grande          | Mato Grosso do Sul |
| 45111  | Alencar Soares              | PSDB    | 12.199  | 1,37%      | Guiratinga            | Mato Grosso        |
| 45645  | Carlão Nascimento           | PSDB    | 11.909  | 1,34%      | Dourados              | Mato Grosso do Sul |
| 22150  | Amador Ataíde Tut           | PL      | 11.724  | 1,32%      | Presidente Olegário   | Minas Gerais       |
| 23110  | Jair Mariano                | PPS     | 11.228  | 1,27%      | Guaxupé               | Minas Gerais       |
| 15150  | Nico Baracat                | PMDB    | 10.954  | 1,23%      | Cuiabá                | Mato Grosso        |
| 11133  | José Carlos Freitas         | PPB     | 10.353  | 1,17%      | Uberlândia            | Minas Gerais       |
| 15666  | Wilson Dentinho             | PMDB    | 10.344  | 1,17%      | Dracena               | São Paulo          |
| 15163  | Pedro Satélite              | PMDB    | 10.116  | 1,14%      | Dionísio Cerqueira    | Santa Catarina     |
| 15152  | Zé Carlos do Pátio          | PMDB    | 9.740   | 1,10%      | Londrina              | Paraná             |
| 13131  | Gilney Viana                | PT      | 8.565   | 0,97%      | Crisólita             | Minas Gerais       |